# Durham-Evangeliar (A.II.10)

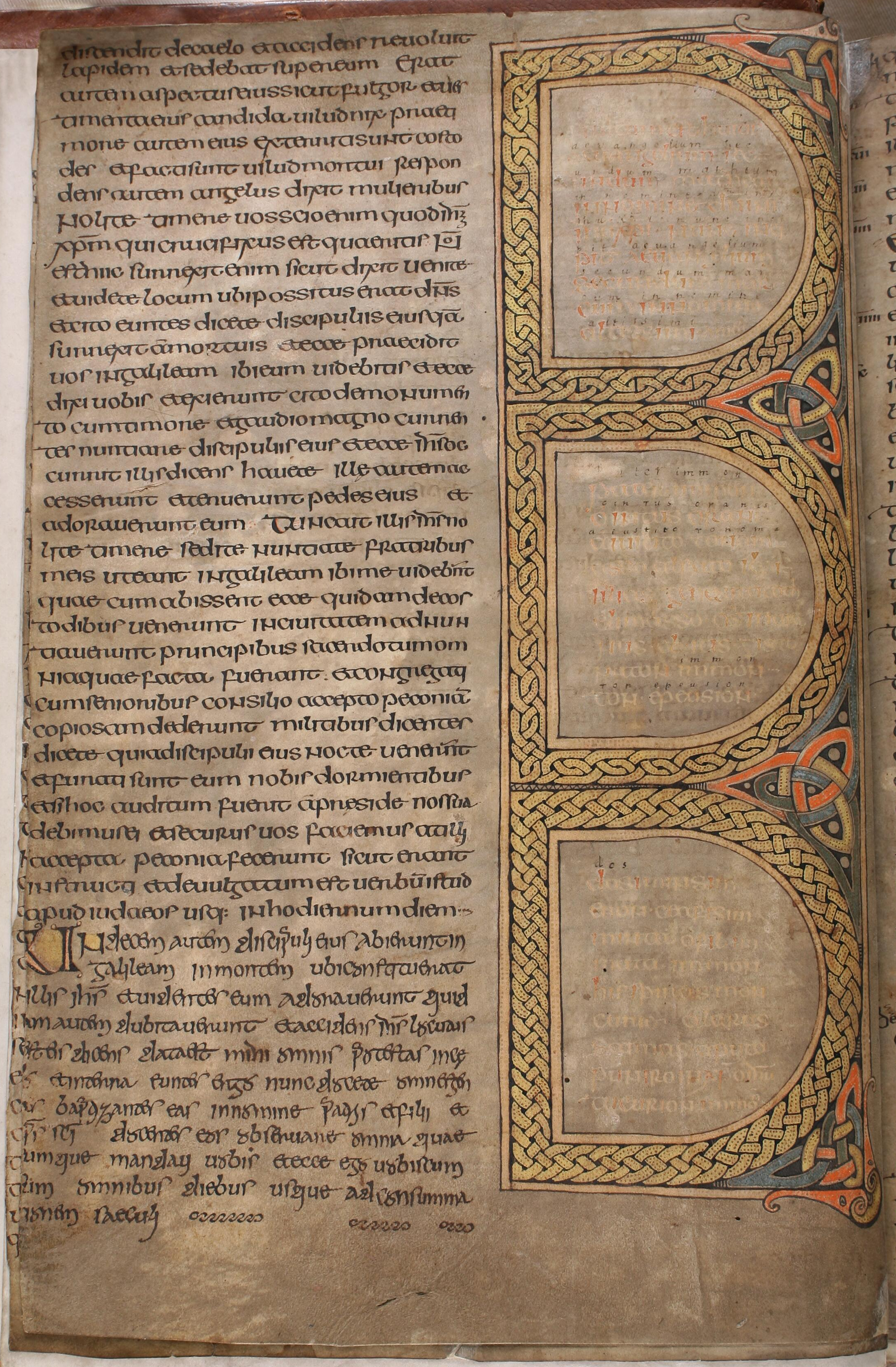
Matthäus-Evangelium, letztes Blatt

Das Durham-Evangeliar ist eine Handschrift von um 650 aus England. Sie ist das älteste erhaltene Evangeliar von den Britischen Inseln (insulare Buchmalerei). Sie entstand wahrscheinlich im Kloster Lindisfarne. Von der Handschrift sind nur noch sieben Blätter erhalten, mit einer geometrischen Abbildung am Ende des Matthäus-Evangeliums und einer verzierten Initiale am Anfang des Markus-Evangeliums.
Die Blätter befinden sich heute in der Bibliothek der Kathedrale von Durham (Signatur A.II.10).